# Tevel B'Tzedek
Tevel B'Tzedek (en hebreo: תבל בצדק) es una organización no gubernamental (ONG) con sede en Israel que promueve el desarrollo sostenible en los países en vías de desarrollo mediante la formación de grupos temáticos y la movilización comunitaria. El grupo fue establecido en 2007 por el rabino Micha Odenheimer, el rabino quería proporcionar a los jóvenes judíos una experiencia significativa de justicia social en el extranjero con la intención de formar a líderes judíos que creen en la idea de Tikún Olam (reparar el mundo). Desde 2007, cientos de voluntarios judíos de diversas comunidades ubicadas en Israel, Estados Unidos, Alemania, Ucrania, Sudáfrica, Australia y otros países, han viajado a Nepal y Haití para participar en los proyectos de desarrollo comunitario de la organización.

## Historia
Tevel B'Tzedek se formó en 2007 y empezó con 15 voluntarios israelíes que vivían en comunidad en el barrio de Swayambhu en Katmandú y trabajaban como voluntarios en varias ONG locales. En 2009, Tevel se asoció con Nyayik Sansar para establecer un modelo de organización unificada que colocaba al personal nepalí profesional altamente calificado, como líderes de diversos proyectos en las diferentes comunidades, y estos trabajan junto a voluntarios extranjeros. Los voluntarios son reclutados entre las comunidades judías de diversas partes del mundo, para vivir y trabajar como una parte integrante de las comunidades que ellos están ayudando a desarrollar.

## Misión
Tevel B'Tzedek tiene dos objetivos igualmente importantes. La organización trata de crear un liderazgo judío israelí implicado en el concepto de Tikún Olam (reparar el mundo) localmente y globalmente. Además, su objetivo es trabajar conjuntamente con las comunidades empobrecidas para mejorar su calidad de vida y bienestar.
Su misión es buscar una sociedad pacífica, inclusiva y armoniosa, llena de oportunidades en la cual todas las personas sean tratadas por igual, independientemente de su casta, género o estatus social y económico, y que puedan vivir su vida con dignidad. Empoderar a los agricultores, a las mujeres, a los jóvenes y a los niños de las comunidades desfavorecidas para garantizar la justicia social, mediante el aumento de las oportunidades y el sentido de pertenencia y compromiso con sus respectivas comunidades. Crear un entorno favorable donde las comunidades socialmente excluidas pueden disfrutar de sus derechos.

## Metodología

### Desarrollo Comunitario
El modelo de desarrollo comunitario de las ONG Tevel y Nyayik Sansar hace hincapié en el desarrollo sostenible y en los cambios socioeconómicos duraderos en cinco áreas temáticas principales: la mujer, la juventud, la agricultura, la educación, y los medios de comunicación. La duración de la estancia de los voluntarios de Tevel varía según el programa, incluyendo un programa de aprendizaje de servicio de un mes, cuatro meses o diez meses. El programa de becas de diez meses empareja a voluntarios internacionales con voluntarios nepalíes, ambos con formación educativa o vocacional en diversas áreas relacionadas.

### Agricultura
Tevel establece granjas comunitarias de demostración en aldeas remotas para enseñar las nuevas técnicas de cultivo y los métodos de conservación del agua. 25 granjas de demostración son actualmente mantenidas por miembros de grupos locales con el objetivo de desarrollar un enfoque más comunitario de la seguridad alimentaria en las aldeas. Los grupos agrícolas de Tevel han ayudado a los aldeanos a construir mejores métodos de recolección de agua y lluvia, sistemas de riego por goteo y viveros de hortalizas fuera de temporada. Desde el terremoto de Nepal, 500 agricultores han recibido más de 4.000 kilogramos de raíces de jengibre y capacitación para crear cooperativas comerciales en sus aldeas, se está apoyando y capacitando a 100 empresarios rurales que se dedican al cultivo de hongos a pequeña escala, y se han regado 1.300.000 pies cuadrados de tierra con estanques de riego de hormigón.

### Educación
Tevel trabaja con más de 20 escuelas públicas que atienden a estudiantes de tres años en adelante. Tevel se centra en el establecimiento de clases de desarrollo de la primera infancia y en la formación de maestros en metodologías de enseñanza acogedoras y centradas en el niño. El objetivo de Tevel es tender un puente entre la teoría y la práctica educativa y su aplicación práctica en las escuelas con recursos muy limitados. Los grupos educativos de Tevel han capacitado a los maestros en una pedagogía centrada en el niño y en la educación basada en proyectos, y han formado programas para aumentar la asistencia y la matrícula. Desde el terremoto, Tevel también ha contratado a expertos en traumas para que enseñen a los maestros de las aldeas a ayudar a sus alumnos a hacer frente a la pérdida de miembros de sus familias y de sus hogares.

### Empoderamiento de los jóvenes
Tevel establece grupos de jóvenes basados en la comunidad y en la escuela que se enfocan en aumentar las habilidades de liderazgo para los jóvenes de la aldea. En Nepal, el movimiento se conoce como Hami Yuva (en español: somos los jóvenes). Cuatro meses después del terremoto, Tevel puso en marcha un innovador programa de servicios para la juventud en Nepal, en el que 40 jóvenes de las aldeas aprendieron a convertirse en agentes de cambio en sus devastadas comunidades. El programa, que se llevó a cabo en colaboración con el Comité Judío Americano de Distribución Conjunta (en inglés: American Jewish Joint Distribution Committee) (JDC), se centró en proporcionar a los participantes las herramientas y las habilidades para implementar los programas de recuperación comunitaria y continuar con el desarrollo económico de las aldeas en el futuro.

### Grupos de mujeres
Los grupos de Tevel dan a las mujeres la oportunidad de discutir y tratar de resolver los problemas basados en la comunidad, que afectan específicamente a las mujeres, como la violencia doméstica y la crianza de los hijos, así como de empoderar económicamente a las mujeres mediante proyectos de generación de ingresos, como las cooperativas de cultivo de jengibre. El programa para las mujeres de Tevel, también ofrece capacitación y apoyo a las voluntarias de salud de la comunidad de la aldea. En abril de 2016, más de 500 mujeres fueron examinadas y tratadas por un prolapso uterino en Nepal en asociación con el Hospital Memorial Comunitario Manmohan.

### Medios
El objetivo de Tevel es ayudar a utilizar los medios de comunicación y la tecnología, así como los teléfonos móviles, a los miembros de la comunidad que viven en zonas rurales y remotas, para mejorar su acceso a la información y a la educación. El grupo de medios de comunicación de Tevel ha trabajado con grupos basados en la comunidad, para desarrollar clubes de periodistas para jóvenes y mejorar las capacidades de la población local en lo referente a la computación y a su uso por parte de los maestros.

## Actividad por país

### África

#### Burundi
La organización comenzó a trabajar en la nación africana de Burundi en 2014 en Makamba, la provincia más meridional de Burundi, donde ha habido una afluencia de repatriados en los últimos años. Tevel trabaja en el distrito rural de Vugizo, una área que sufre de una completa falta de infraestructuras necesarias para avanzar en la actividad de desarrollo. Los principales proyectos en Vugizo incluyen dos granjas comunitarias, la capacitación de maestros y los programas de generación de ingresos para las mujeres de las aldeas.

### América

#### Haití
Un mes después del poderoso terremoto que devastó la nación caribeña de Haití el 12 de enero de 2010, en el que murieron más de 100.000 personas y más de un millón quedaron sin hogar, la delegación conjunta de IsraAid y Tevel comenzó su trabajo humanitario en Haití, proporcionando ayuda psicosocial inmediata, educación y empoderamiento comunitario, en tres campamentos de personas desplazadas en Port-au-Prince. Los esfuerzos de Tevel en Haití fueron totalmente apoyados y financiados por la ONG IsraAid, el foro israelí para la ayuda humanitaria internacional. La organización finalizó gradualmente el proyecto de Haití en 2014.

### Asia

#### Israel
La organización lleva a cabo programas en Israel a través de los cuales los alumnos de Tevel abordan temas sociales clave en la sociedad israelí relacionados con el contexto global. Los proyectos incluyen: la promoción de los derechos laborales de los nepalíes, los otros trabajadores extranjeros residentes en el país, y las personas desfavorecidas que viven en Israel, el desarrollo de comunidades respetuosas con el medio ambiente y la educación de los consumidores sobre los asuntos relacionados con el comercio justo.

#### Nepal
Tevel B'Tzedek y su socio la ONG local Nyayik Sansar emplean a más de 60 miembros del personal nepalí, los cuales trabajan junto a voluntarios judíos en 11 comunidades repartidas en 5 distritos de Nepal: Ramechhap, Dhading, Dholaka, Kavre y Katmandú, juntos atienden a más de 25.000 aldeanos desfavorecidos y marginados. Tevel trabaja en el desarrollo de la capacidad agrícola, el fortalecimiento de las estructuras comunitarias existentes y el suministro de herramientas a las comunidades para adaptarse a los desafíos de la globalización y el cambio climático. Todas las comunidades en las cuales trabaja Tevel, o en las que ha trabajado durante los ciclos de intervención anteriores, se encuentran en las áreas más afectadas por el terremoto de abril de 2015. Para satisfacer las necesidades posteriores al terremoto, en 2015 Tevel distribuyó 4.245 paquetes de ayuda, ofreció vivienda temporal y apoyo alimentario a las familias necesitadas, y también participó en proyectos de generación de ingresos para la comunidad.
Nyayik Sansar es una organización no gubernamental sin ánimo de lucro nepalí, fue establecida en 2009 con la creencia de que trabajar colectivamente puede fortalecer y mejorar las comunidades más desfavorecidas y marginadas socialmente. La organización está registrada en Katmandú y está afiliada al consejo de bienestar social. Desde su creación, Nyayik Sansar trabaja en colaboración con la organización no gubernamental israelí Tevel B'Tzedek.
Nyayik Sansar trabaja hacia una sociedad justa, donde las personas son apoderadas; socialmente, económicamente, políticamente, culturalmente y legalmente. La organización hace énfasis en un enfoque holístico para el desarrollo de la comunidad y, por lo tanto, se centra en todos los principales problemas y desafíos a los que se enfrentan las comunidades donde la ONG trabaja.
Los programas de Nyayik Sansar se centran en la formación por el desarrollo de las habilidades, la formación para el desarrollo de las capacidades, el trabajo en equipo, la concienciación, la sensibilización y el cambio de comportamiento. Los principales beneficiarios de la ONG, son las comunidades étnicas marginadas y los grupos de las castas más desfavorecidas.
La ONG ha intervenido directamente en las comunidades rurales y en los barrios marginales de la ciudad, durante un periodo de entre 3 y 5 años. Durante este tiempo el personal vivió en la comunidad las 24 horas del día, los 7 días de la semana, y desarrolló unos fuertes vínculos con la comunidad.
Al comienzo, el personal de la organización dirigió los grupos de mujeres y de jóvenes, así como los proyectos comunitarios como por ejemplo los sanitarios de biogás. Aun así, tan pronto como los grupos estuvieron muy establecidos, los miembros de la organización empezaron a capacitar a los miembros de la comunidad local para dirigir la actividad. De este modo, el desarrollo de la actividad podrá ser realizado por los líderes comunitarios locales cuando el personal de la ONG extranjera abandone el país, después del periodo de intervención directa, aunque el personal extranjero continuará supervisando a la ONG local durante algunos años.
La intervención agrícola se basa en la misma idea. Al principio, los expertos en agricultura llevaron a cabo las sesiones de capacitación en una granja de demostración que abrieron en las áreas donde estaban. Después de introducir los conceptos y los métodos básicos, los expertos de la ONG asesoraron a los agricultores para llevar a cabo la implementación de las técnicas agrícolas en sus propias comunidades rurales.